# Анна Гаава
Анна Гаава, при народженні Анна Розаліе Гааваківі (ест. Anna Rosalie Haavakivi, 15 жовтня 1864 — 13 березня 1957) — естонська поетеса, письменниця й перекладачка, Народний письменник Естонської РСР.

## Біографія
Народилася на хуторі Гааваківі у Тартуському повіті (Причудьє, Кодавере) у сім'ї з селянинської інтеліґенції. Вдома завжди читали книги і газети. Співала під акомпанемент батькової скрипки, що також брав участь у зібраннях театрального товариства «Ванемуйне» («ест. Vanemuine») і був членом Тартуського сільськогосподарського товариства.
Коли Анні було 5 років, сім'я довірила свої заощадження родичу, щоб той викупив хутір у хазяїна, але родич привласнив хутір, що прирекло сімейний дім на розорення. Попри це, Анна отримала гарну освіту: навчалася в приватній німецькій школі, де носила німецьке прізвище Еспенштейн, а після здобуття диплома наполягла на поверненні прізвища Гааваківі. У 1880—1884 роках навчалася у Тартуській вищій жіночій школі (ест. Tartu Kõrgem Tütarlastekool), після закінчення якої отримала єдину доступну вищу освіту для естонської жінки — диплом домашньої вчительки. Невдовзі, у 1889 році помирають її батько, мати, сестра і коханий. 
У 1892—1894 роках Гааваківі лікувалася у різних лікарнях Німеччини, до 1899 року працювала домашньою вчителькою і сестрою милосердя в Петербурзі та інших містах Росії, була економкою в домі брата Гааваківі. Після хвороби переїхала до Тарту (1909), де прожила до кінця життя.
У 1920 році переживає параліч. До 75-річчя отримала в подарунок квартиру від міста Тарту. Була нагороджена орденом «Знак Пошани» й удостоєна звання народної письменниці.
Померла у 93-річному віці, похована на Тартуському кладовищі Рааді.

## Творчість
Перші вірші Анни Гаавакілі з'явилися в газетах у 1886 році. Крім поезії, писала також прозу: «Маленькі картинки з Естонії» («ест. Väikesed pildid Eestist» 1911), збірка афоризмів «Пригорща правда» («Peotäis tõtt» 1900). Також займалася перекладом класиків — Шекспір («Сон літньої ночі»), Гете («Егмонт»), Шиллер («Вільгельм Телль»), Андерсен, — що було її основним доходом. З 1906 року стає вільною письменницею. Основні теми поезії Гаавакілі — любов, на другому місці осуд соціальної несправедливості. Завдяки музичності її віршів чимало з них було покладено на музику. Вірші Гаавакілі перекладені російською, фінською, угорською, німецькою, есперанто та іншими мовами.
Збірки:
- «Вірші I» («ест. Luuletused I») 1888
- «Вірші II» («Luuletused II») 1890
- «Вірші III» («Luuletused III») 1897
- «Хвилі» («Lained») 1906
- «З мечем і хрестом» («Ristlained») 1910
- «Діти півночі» («Põhjamaa lapsed») 1913
- «Ми» («Meie päevist») 1920
- «А все-таки життя прекрасне» («Siiski on elu ilus») 1930
- «Я естонську пісню співаю» («Laulan oma eestilaulu») 1935